# Master Gee
Pour les articles homonymes, voir Gee.
 (août 2022).
La mise en forme du texte ne suit pas les recommandations de Wikipédia : il faut le « wikifier ».
Les points d'amélioration suivants sont les cas les plus fréquents :
- Les titres sont pré-formatés par le logiciel. Ils ne sont ni en capitales, ni en gras.
- Le texte ne doit pas être écrit en capitales (les noms de famille non plus), ni en gras, ni en italique, ni en « petit »…
- Le gras n'est utilisé que pour surligner le titre de l'article dans l'introduction, une seule fois.
- L'italique est rarement utilisé : mots en langue étrangère, titres d'œuvres, noms de bateaux, etc.
- Les citations ne sont pas en italique mais en corps de texte normal. Elles sont entourées par des guillemets français : « et ».
- Les listes à puces sont à éviter, des paragraphes rédigés étant largement préférés. Les tableaux sont à réserver à la présentation de données structurées (résultats, etc.).
- Les appels de note de bas de page (petits chiffres en exposant, introduits par l'outil «  Source ») sont à placer entre la fin de phrase et le point final[comme ça].
- Les liens internes (vers d'autres articles de Wikipédia) sont à choisir avec parcimonie. Créez des liens vers des articles approfondissant le sujet. Les termes génériques sans rapport avec le sujet sont à éviter, ainsi que les répétitions de liens vers un même terme.
- Les liens externes sont à placer uniquement dans une section « Liens externes », à la fin de l'article. Ces liens sont à choisir avec parcimonie suivant les règles définies. Si un lien sert de source à l'article, son insertion dans le texte est à faire par les notes de bas de page.
- La présentation des références doit suivre les conventions bibliographiques. Il est recommandé d'utiliser les modèles {{Ouvrage}}, {{Chapitre}}, {{Article}}, {{Lien web}} et/ou {{Bibliographie}}. Le mode d'édition visuel peut mettre en forme automatiquement les références.
- Insérer une infobox (cadre d'informations à droite) n'est pas obligatoire pour parachever la mise en page.

Pour une aide détaillée, merci de consulter Aide:Wikification.
Si vous pensez que ces points ont été résolus, vous pouvez retirer ce bandeau et améliorer la mise en forme d'un autre article.
Guy O'Brien est un rappeur américain plus connu sous le nom de scène Master Gee. Il est l'un des fondateurs du groupe de hip-hop The Sugarhill Gang, et un intronisé de classe inaugurale au Hip Hop Museum Hall of Fame. Sur la chanson signature du groupe, Rapper's Delight, il rappe « J'ai dit M-A-S, T-E-R, un G avec un double E, j'ai dit que je m'appelle par le nom inoubliable de l'homme qu'ils appellent le Master Gee ».

## Biographie
O'Brien a grandi à Teaneck dans le New Jersey où, à un âge précoce, il a été exposé à un flux constant de doo-wop et de rhythm and blues, et s'est imposé comme un maître de cérémonie énergique dans le groupe pionnier de hip-hop Phase 2. Au début du mouvement commercial du hip hop en 1979, Master Gee, Big Bank Hank et Wonder Mike ont été découverts par la productrice Sylvia Robinson  et réunis pour former The Sugarhill Gang . 
O'Brien s'est éloigné de Sugar Hill Records en 1984 et s'est imposé comme un entrepreneur prospère dans l'industrie du magazine. Lors du départ du groupe du label, Joey Robinson Jr., fils de Sylvia Robinson, productrice de Sugar Hill, a utilisé le nom de scène Master Gee. O'Brien et Wonder Mike sont allés en justice pour l'utilisation du nom du groupe et des noms de scène  comme indiqué dans le film, I Want My Name Back . En 2014, l'utilisation du nom a été résolue à l'amiable, et Master Gee est depuis réapparu comme un pilier de la communauté hip hop et de l'industrie musicale. 
Il vit actuellement dans la région de Washington DC et se produit activement dans le monde entier avec The Sugarhill Gang et en tant que DJ solo. Il est également un conférencier public et un conteur très recherché qui a lancé une émission de radio hebdomadaire "Regardez, écoutez, apprenez" sur WLVS Radio le 21 février 2019.     